# 重田榮治
重田榮治（1877年11月8日—？），生於日本山口縣。曾為軍人，後為台灣日治時期商人。其以在台北市開設菊元百貨，而為人熟知。菊元百貨後來被沒收，重田榮治一家也被遣返回日本山口故居。

## 生平
重田榮治生於日本山口縣玖珂郡（今日本山口縣岩國市）。成年後，加入大日本帝國陸軍，並在八國聯軍（1900年6月）時至中國參戰，直到1900年11返鄉。隔年，重田榮治獲頒勳八等白色桐葉章。重田榮治之後又參加日俄戰爭。但他無法適應戰場、並開始厭惡戰爭，決心改從商。
1903年，重田榮治來台灣工作、從事棉布批發相關生意。時年26歲。起初，重田榮治供職於臺北南街（大稻埕地區）本地人經營的毛線布料批發行。1926年，重田榮治在台北市太平町（延平北路）成立菊元商店。主要經手布料與吳服，並在台南港町與廈門成立分店。1932年11月28日，重田榮治在台北市榮町開設菊元百貨。為日治時期台灣首座百貨公司，也是為臺灣三大百貨之一。1933年，重田榮治提供資金支援中治稔郎在台北市士林三角埔東方山坡地，興建寺廟，供奉天上聖母，創設天母教。成為天母地名的由來。1945年終戰後，重田一家產業全遭沒收，並被遣返日本山口縣岩國市。菊元百貨的前員工之後組成「菊榮會」，定期聚會重溫往事。重田榮治去世後，其遺族延續菊榮會至今。
重田榮治有七個孩子，分別為三個兒子與四個女兒。其中二子重田佐平受父親影響，投入反戰運動；但隨後遭特高逮捕並被槍決，至今屍骨無尋。大兒子平太郎遣返當天看著父親上船時，回憶道：「在臺40年，恍如夢一場。」
重田榮治是日治時期台北扶輪俱樂部會員，也曾為台北市協議會員。另外，他的興趣是園藝。

## 延伸閱讀
- (PDF). 関西大学.   [2019-11-21] （日语）.
- . 朝日新聞. 2025-03-27  [2025-04-23] （日语）.
- 栖来ひかり. . 西日本出版社. 2018/11/27. ISBN 978-4-908443-39-8 （日语）.